# 2007년 하계 유니버시아드
제24회 하계 유니버시아드(태국어: กกีฬามหาวิทยาลัยโลกฤดูร้อน ครั้งที่ 24)는 2007년 2월 17일부터 2월 27일까지 태국 방콕에서 열린 종합 스포츠 대회이다.

## 개최지 선정
2003년 1월 14일 국제 대학 스포츠 연맹은 개최지 신청을 한 다섯 도시 중 방콕을 제24회 개최국으로 선정했다. 개최를 신청한 도시는 다음과 같다. 
- 가요슝 (타이완)
- 몬테레이 {멕시코)
- 방콕 (태국)
- 새스커툰 (캐나다)
- 포즈난 (폴란드)

## 앰블렘
2007년 하계 유니버시아드 엠블럼은 개최국 태국을 상징하는 금색 카녹 문양과 오대륙 및 FISU를 상징하는 오색의 별 문양으로 구성된다. 오색의 별 문양에서 시작되는 줄무늬가 카녹 문양과 함께 이루는 U 모양은 단어 "대학(University)"을 상징한다. 오색의 줄무늬가 우아하고 온화하면서도 강한 카녹 문양을 향하는 형태는 개최국 태국에 대한 오대륙 선수들의 신뢰와 지지를 형상화한다. 또한, 오색의 줄무늬가 카녹 문양 하단에서 하나로 합쳐지는 것은 서로 다른 문화 간의 조화를 상징하며, 이는 개최국 태국의 모토이자 결심의 시발점이다.

## 마스코트
2007년 80번째로 맞는 토끼띠이자 태국의 국가원수인 푸미폰 국왕의 생일을 기념하여 토끼를 마스코트로 하였다. 마스코트의 이름은 촉디이며, 촉디는 토끼로서 현대성, 활기, 상상력, 민첩성, 슬기, 온화함을 상징한다. 또한, 유니버시아드 엠블럼과 같이 세계 각국의 선수들을 웃음과 우애로 반기는 끈끈한 우정을 의미한다.

## 경기 종목
| - 골프 - 농구 - 배구 - 배드민턴 - 사격 | - 소프트볼 - 수영 - 유도 - 육상 - 체조 | - 축구 - 탁구 - 태권도 - 테니스 - 펜싱 |

## 참가 국가
- 알제리
- 아르메니아
- 오스트레일리아
- 오스트리아
- 아제르바이잔
- 벨기에
- 벨라루스
- 브라질
- 캐나다
- 중국
- 카메룬
- 크로아티아
- 쿠바
- 키프로스
- 이집트
- 스페인
- 에스토니아
- 핀란드
- 프랑스
- 영국
- 조지아
- 독일
- 그리스
- 헝가리
- 인도네시아
- 인도
- 아일랜드
- 이란
- 이스라엘
- 이탈리아
- 일본
- 카자흐스탄
- 케냐
- 대한민국
- 라트비아
- 모로코
- 말레이시아
- 몰도바
- 멕시코
- 몬테네그로
- 몽골
- 모잠비크
- 네덜란드
- 뉴질랜드
- 필리핀
- 폴란드
- 포르투갈
- 푸에르토리코
- 북한
- 루마니아
- 남아프리카 공화국
- 러시아
- 세르비아
- 스위스
- 슬로바키아
- 슬로베니아
- 태국
- 중화 타이베이
- 튀르키예
- 우간다
- 우크라이나
- 미국
- 우즈베키스탄
- 베트남

## 메달 집계
| 순위 | 국가              | 금메달 | 은메달 | 동메달 | 합계 |
| ---- | ----------------- | ------ | ------ | ------ | ---- |
| 1    | 중국              | 32     | 29     | 26     | 87   |
| 2    | 러시아            | 28     | 27     | 37     | 92   |
| 3    | 우크라이나        | 28     | 20     | 18     | 66   |
| 4    | 일본              | 19     | 15     | 22     | 56   |
| 5    | 대한민국          | 15     | 18     | 18     | 51   |
| 6    | 태국              | 13     | 7      | 9      | 29   |
| 7    | 독일              | 11     | 5      | 9      | 25   |
| 8    | 미국              | 10     | 10     | 14     | 34   |
| 9    | 중화 타이베이     | 7      | 9      | 12     | 28   |
| 10   | 이탈리아          | 6      | 6      | 9      | 21   |
| 11   | 카자흐스탄        | 5      | 4      | 5      | 14   |
| 12   | 캐나다            | 5      | 3      | 8      | 16   |
| 13   | 이란              | 4      | 1      | 4      | 9    |
| 14   | 오스트레일리아    | 3      | 5      | 3      | 11   |
| 15   | 벨라루스          | 3      | 3      | 5      | 13   |
| 16   | 멕시코            | 3      | 3      | 5      | 11   |
| 17   | 튀르키예          | 3      | 3      | 4      | 10   |
| 18   | 오스트리아        | 3      | 2      | 3      | 8    |
| 19   | 폴란드            | 2      | 5      | 9      | 16   |
| 20   | 헝가리            | 2      | 3      | 1      | 6    |
| 21   | 북한              | 2      | 1      | 4      | 7    |
| 22   | 체코              | 2      | 1      | 2      | 5    |
| 23   | 모로코            | 2      | 1      | 0      | 3    |
| 24   | 리투아니아        | 2      | 0      | 3      | 5    |
| 25   | 스위스            | 2      | 0      | 2      | 4    |
| 26   | 핀란드            | 2      | 0      | 0      | 2    |
| 27   | 프랑스            | 1      | 6      | 7      | 14   |
| 28   | 영국              | 1      | 4      | 5      | 10   |
| 29   | 브라질            | 1      | 3      | 6      | 10   |
| 30   | 루마니아          | 1      | 2      | 2      | 5    |
| 30   | 슬로바키아        | 1      | 2      | 2      | 5    |
| 32   | 남아프리카 공화국 | 1      | 2      | 1      | 4    |
| 33   | 아일랜드          | 1      | 2      | 0      | 3    |
| 33   | 키프로스          | 1      | 2      | 0      | 3    |
| 35   | 라트비아          | 1      | 1      | 1      | 3    |
| 35   | 슬로베니아        | 1      | 1      | 1      | 3    |
| 37   | 몽골              | 1      | 1      | 0      | 2    |
| 37   | 이집트            | 1      | 1      | 0      | 2    |
| 37   | 포르투갈          | 1      | 1      | 0      | 2    |
| 40   | 조지아            | 1      | 0      | 1      | 2    |
| 40   | 알제리            | 1      | 0      | 1      | 2    |
| 40   | 우즈베키스탄      | 1      | 0      | 1      | 2    |
| 40   | 인도              | 1      | 0      | 1      | 2    |
| 40   | 쿠바              | 1      | 0      | 1      | 2    |
| 45   | 몬테네그로        | 1      | 0      | 0      | 1    |
| 45   | 불가리아          | 1      | 0      | 0      | 1    |
| 45   | 아제르바이잔      | 1      | 0      | 0      | 1    |
| 48   | 스페인            | 0      | 4      | 2      | 6    |
| 49   | 세르비아          | 0      | 4      | 1      | 5    |
| 50   | 크로아티아        | 0      | 2      | 1      | 3    |
| 51   | 벨기에            | 0      | 2      | 1      | 3    |
| 52   | 우간다            | 0      | 1      | 1      | 2    |
| 52   | 에스토니아        | 0      | 1      | 1      | 2    |
| 54   | 뉴질랜드          | 0      | 1      | 0      | 1    |
| 54   | 말레이시아        | 0      | 1      | 0      | 1    |
| 54   | 모잠비크          | 0      | 1      | 0      | 1    |
| 54   | 이스라엘          | 0      | 1      | 0      | 1    |
| 54   | 카메룬            | 0      | 1      | 0      | 1    |
| 54   | 케냐              | 0      | 1      | 0      | 1    |
| 60   | 아르메니아        | 0      | 0      | 3      | 3    |
| 60   | 인도네시아        | 0      | 0      | 3      | 3    |
| 62   | 몰도바            | 0      | 0      | 2      | 2    |
| 63   | 그리스            | 0      | 0      | 1      | 1    |
| 63   | 네덜란드          | 0      | 0      | 1      | 1    |
| 63   | 베트남            | 0      | 0      | 1      | 1    |
| 63   | 푸에르토리코      | 0      | 0      | 1      | 1    |
| 63   | 필리핀            | 0      | 0      | 1      | 1    |
| 합계 | 합계              | 236    | 235    | 292    | 763  |